# Bianzhong
Bianzhong – starożytny chiński instrument muzyczny, składający się z zawieszonych na drewnianej ramie brązowych dzwonów różnej wielkości, w które uderzano specjalnym młotkiem celem wydobycia dźwięku. W zależności od wersji liczba dzwonków mogła być różna (9, 13, 16, 64 etc.).
Najbardziej znany przykład bianzhong, datowany na 433 p.n.e., odkryto w 1978 roku w grobowcu markiza Yi z Zeng.